# Picardie (ancienne région administrative)
Cet article concerne l'ancienne région administrative. Pour la région culturelle, voir Picardie (région culturelle). Pour les homonymes, voir Picardie (homonymie).
1960–2015
Entités suivantes :
- Hauts-de-France

La Picardie (prononcé [pi.kaʁ.ˈdi]) est une ancienne région administrative française, créée par décret du 2 juin 1960, regroupant les départements de l'Aisne, de l'Oise et de la Somme, dont le chef-lieu était Amiens. 
Dans le cadre de la réforme territoriale de 2015, la région Picardie a fusionné avec la région Nord-Pas-de-Calais, le 1er janvier 2016. La nouvelle région ainsi formée s'appelle les Hauts-de-France, après avoir porté provisoirement le nom Nord-Pas-de-Calais-Picardie.
Le nom et la majeure partie du territoire de cette ancienne région administrative sont issus de la province de Picardie, une région culturelle au nord de Paris, correspondant au département de la Somme, de l'Oise (exempté le Vexin et le Multien) et de l'Aisne (exempté l'Orxois, l'Omois et le Tardenois). Une partie de cette région culturelle était en dehors de cette région administrative, dans le Nord, le Pas-de-Calais et la province de Hainaut. La langue régionale est le picard, une langue d'oïl. 
Au sortir de la guerre de Cent Ans (1477-1482), est constitué le gouvernement militaire de Picardie qui correspond à la partie méridionale des Pays-Bas bourguignons redevenue française. Ce gouvernement, militaire puis civil (généralité d'Amiens) ne doit pas être confondu avec la notion de province qui est culturelle. 
La généralité d'Amiens, regroupe divers territoires au nord de l'Île-de-France : comté de Boulogne en partie, comté de Ponthieu, comté d'Amiens, comté de Vermandois, comté de Guise (Thiérache) puis Calais après sa reconquête en 1558. La région d'Arras en fit partie pendant 125 ans, de même pour le Cambrésis, près de 131 ans.
A la veille de la Révolution, la généralité d'Amiens, formant le cœur de la Picardie, s'étend de la Manche orientale à la Champagne et de l'Île-de-France à l'Artois et au Hainaut.

## Étymologie
L’étymologie du mot Picardie est géographique et historique. Le mot apparaît une première fois sous la plume de Nicolas de Bray dans sa Gestes de Louis VIII à propos de Philippe Hurepel devenu en 1216 par mariage comte de Boulogne puis en 1218 par apanage comte de Clermont, qualifié d'« honneur de la Picardie ». Ces deux villes en sont effectivement les portes nord et sud. Quelques années plus tard, en 1248, il réapparait sous la plume de Guillaume de Nangis.
Le terme devait être entré récemment dans l'usage et était dérivé du mot « picard », popularisé par la révolte des étudiants de 1229. C'est ainsi que Matthieu Paris qualifie en effet dans sa Chronica Maiora écrite vraisemblablement entre 1236 et 1248 les étudiants originaires de la région « voisine de la Flandre » dans son récit concernant cette année.
Le mot signifie en picard « piocheur », au sens de laboureur. Les Parisiens appelaient « piocheurs » tous les agriculteurs vivant au nord des zones forestières du Senlisis et du Valois (où les paysans étaient bûcherons), et dans le Nord on appelait « Picards » tous ceux qui ne parlaient pas le flamand : Arras, Boulogne, Calais, Tournai étaient des villes « picardes ».
À Paris, le néologisme fit florès parce qu'il associait en un jeu de mots la pique et une province réputée pour sa hardiesse militaire (sa milice s'était illustrée à Bouvines en 1214, quelques années avant l'apparition du mot). Il perdura dans ce sens les siècles suivants à cause du caractère montré par les Picards, du genre « tête de pioche », dans leur attachement aux libertés communales acquises par les villes drapières défendues par une milice bourgeoise.
Les étudiants des diocèses de Beauvais, Noyon, Amiens, Laon, Arras, Thérouanne, Cambrai, Tournai ainsi qu'une partie des diocèses de Liège et d'Utrecht formaient à Paris, Orléans et Boulogne la « Nation picarde ». Celle-ci représentait les domaines linguistiques picard et flamand.

## Géographie
La région Picardie regroupait administrativement trois départements : Aisne, Oise, Somme. Elle a pour régions limitrophes le Nord-Pas-de-Calais au nord, la Haute-Normandie à l'ouest, l'Île-de-France au sud et la Champagne-Ardenne à l'est. La préfecture est Amiens.
La Picardie s'étend aussi en Belgique aux villes de Tournai et Mouscron où l'on parle le picard tournaisien et non le ch'ti, ce dernier étant un des dialectes du picard à proprement parler.

## Histoire

### Resserrement des limites à partir de la Renaissance
Les délimitations du gouvernement de Picardie du XVIIIe siècle ne correspondent pas à celles des trois départements composant l'ex Picardie administrative de 1960 (voir Anciennes provinces de France). Seuls la totalité de la Somme, le nord de l'Oise, le nord de l'Aisne (Vermandois, Thiérache) et la partie côtière du Pas-de-Calais, le Boulonnais, constituaient l'ancien gouvernement militaire puis civil à la fin du XVIIIe siècle, dit Gouvernement général de Picardie, mais certaines parties (ex : Laonnois, Noyonnais, Beauvaisis...) avaient peu à peu été détachées au profit du gouvernement d'Île-de-France. À cet ensemble s'ajoutaient quelques communes du département du Nord, certaines étant en bordure du département de la Somme de 1790, d'autres frontalières du département de l'Aisne de 1790.

En effet, la majorité de l'Oise (Beauvaisis, Valois, Vexin, ...) faisait partie du domaine royal du roi de France, c'est-à-dire l'Île-de-France. On y trouvait alors le Vexin français au sud-ouest (en opposition au Vexin normand), le Valois (au sud-est), le comté de Clermont (au centre), dans le nord-est de l'Oise et une fraction de l'Aisne relevait de l'évêché de Noyon. Dans l'Aisne, le Soissonnais et le Laonnois appartenaient aussi à la couronne (province d'Ile-de-France) tandis que l'extrême-sud (Brie) dépendait du comté de Champagne.

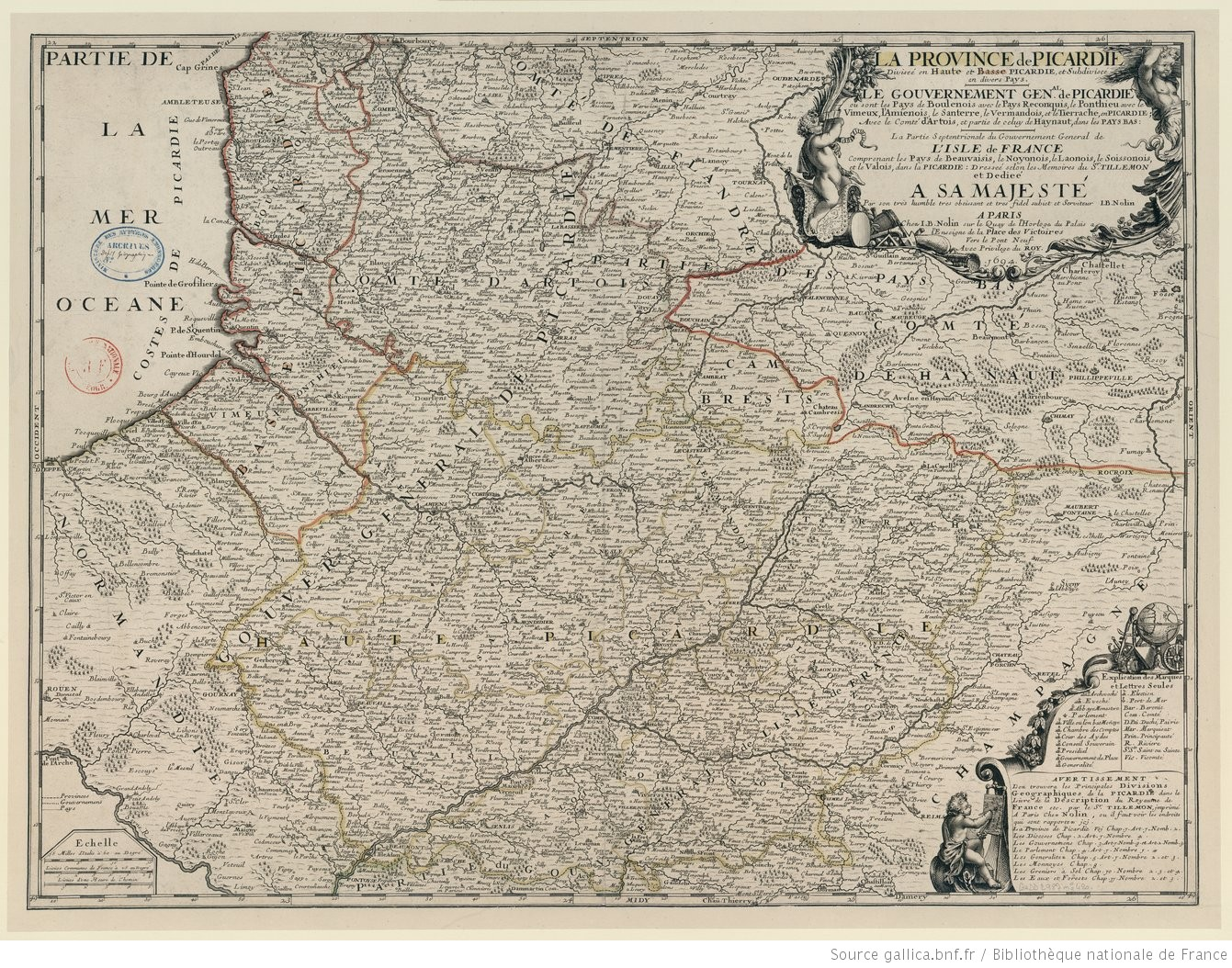
La Province de Picardie comprenant l'Amiénois le Beauvaisis, le Boulonnais, le Calaisis, le Laonnois, le Noyonnais, le Ponthieu, le Santerre, le Soissonnais, la Thiérache, le Valois, le Vermandois et le Vimeu et réalisée par Jean-Baptiste Nolin
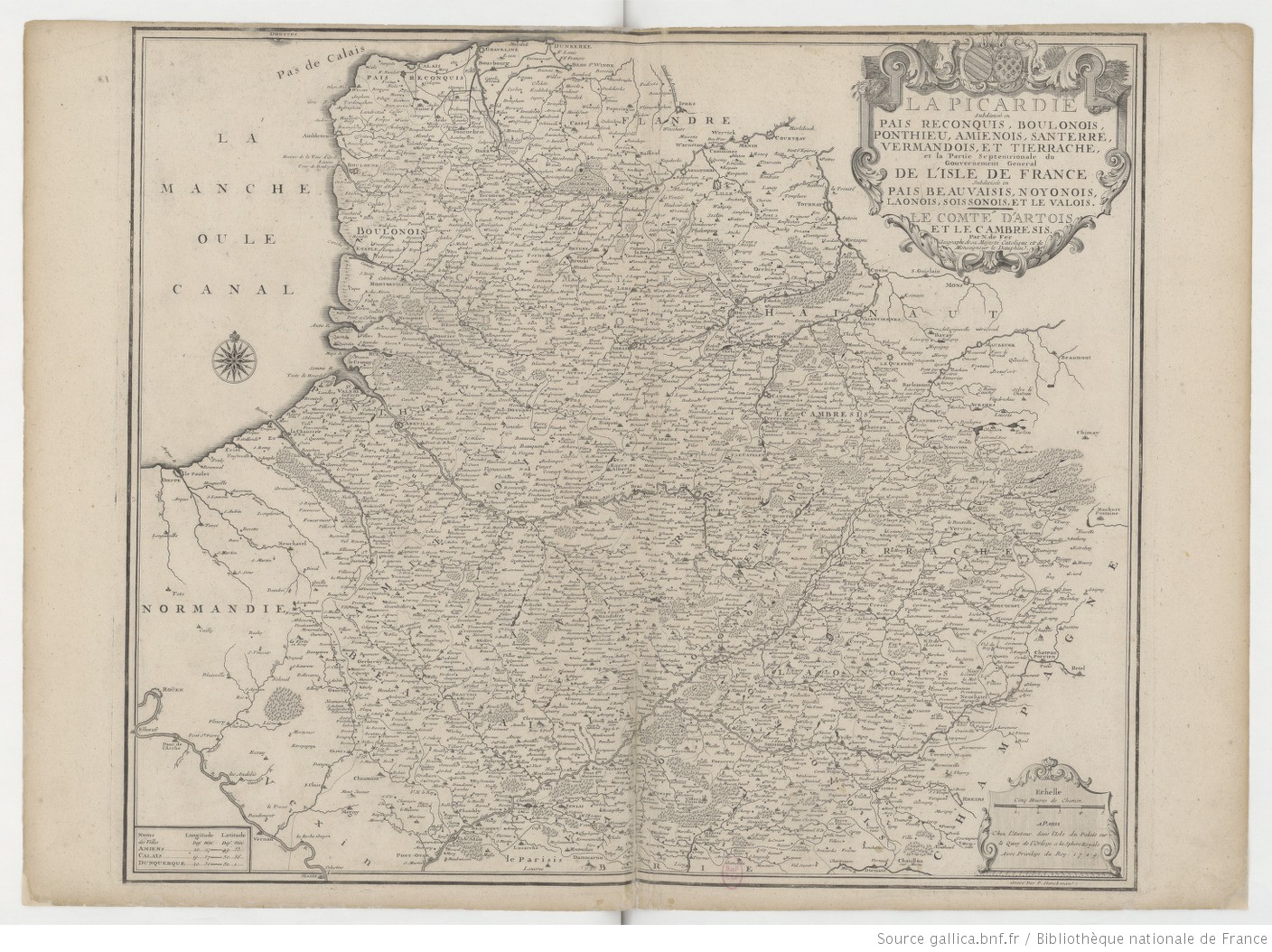
Carte de la province de Picardie, partagée entre les Gouvernements de Picardie et d'Île-de-France et réalisée par Nicolas de Fer
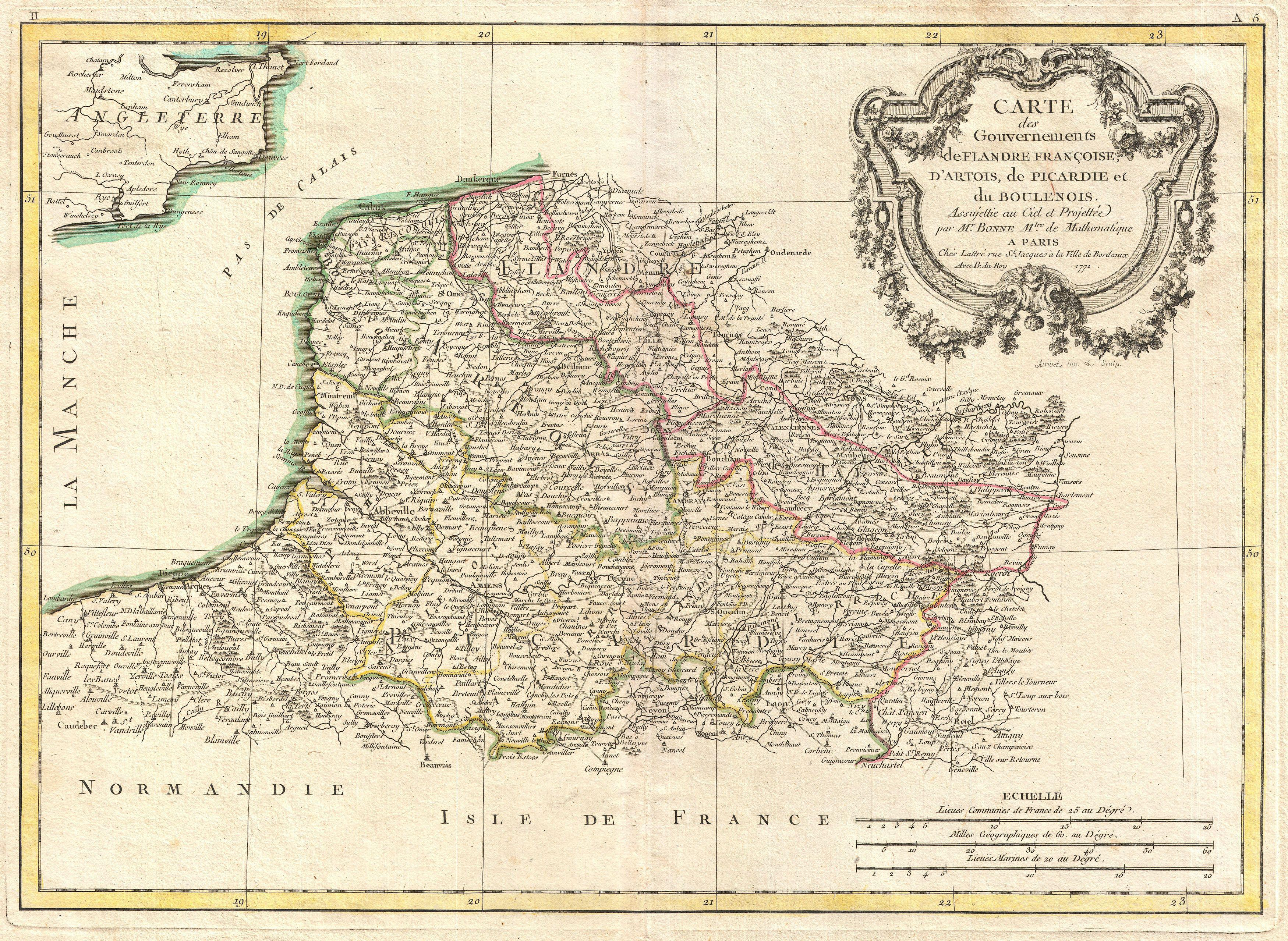
Le Gouvernement général de Picardie en 1771, au sud de l'Artois et du Hainaut, comprend, de la mer à l'est, Ponthieu, Amiénois, Santerre, Vermandois, Cambraisis, Thiérache et le Pays reconquis. Le Boulonnais avait à cette date été finalement constitué en un Gouvernement particulier.
Carte de la Picardie royale, selon Jean-Baptiste Nolin ou Auguste Janvier.

Les communes et départements actuels dans les limites de la Picardie du XVIII. L'Artois, récupéré sur les États bourguigons seulement en 1659 par le Traité des Pyrénées, était resté exclu de celle-ci.

### Historique
Le territoire du futur gouvernement de Picardie (constitué à la fin du XVe siècle) vit au IIIe siècle av. J.-C. s'imposer par les armes la domination des cités belges (cf. sanctuaire de Ribemont) sur les armoricains refoulés dans ce qui deviendra la Lyonnaise III puis la Normandie. Sur ce territoire, vivaient des peuples belges de premier plan pendant la guerre des Gaules (Morins, Ambiens, Suessions, Vermands, Rèmes). Le territoire des futurs Picardie, Artois, Flandre constituait ce qui est désigné par certains auteurs sous le nom de Belgium, cœur de la future province de la Gaule belgique (ou Belgique Seconde), étendue jusqu'à la Meuse, et noyau de l'alliance anti monarchiste avec les Eduens plus ou moins en rivalité pour la suprématie (cf. Diviciac) avec l'état des Suessions associés aux Rèmes, lesquels étaient peut être, compte tenu de l'ancienneté de leur implantation, non des Belges mais des Celtes. La seule cité des Bellovaques, le Beauvaisis, composait en effet au temps de César, si on se réfère à l'effectif militaire, un tiers de la population totale de la future province de Belgique.
À la fin de l'Empire ou au début du haut Moyen Âge, les territoires des futurs Picardie-Artois-Flandre font plus ou moins partie (les sources sont ténues) du duché de Dentelin dont le centre se trouvait dans l'actuelle région Nord-Pas-de-Calais.
Au traité de Verdun de 843, les comtés de Boulogne, d'Arras, d'Amiens ... sont placés dans le royaume de Francie occidentale. À partir du XVe siècle, sa partie nord est occupée par la Bourgogne (entrevue de Péronne) puis, avec le Comté de Flandre, par l'Espagne.

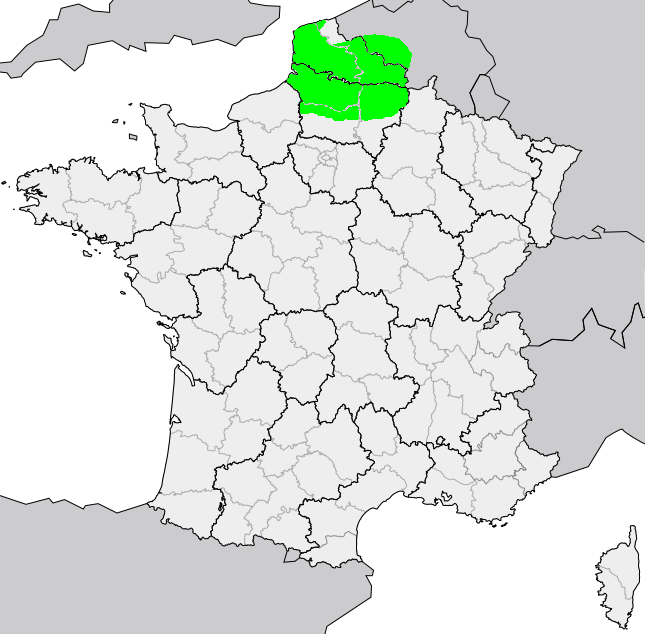
La Picardie au premier sens du terme, zone romane ayant échappé à la germanisation de l'antique Belgique, avant qu'elle ne devienne une entité politique.

Le premier témoignage du XIIIe siècle relatif à une langue picarde nous vient de Mathieu Paris. Celui-ci semble avoir toujours vécu au monastère de Saint-Albans, en Angleterre, où il termina sa chronique en 1235. À propos de l’année 1229, il rappelle les actes de violence impliquant des étudiants, qui ont conduit à la première grève de l’université [de Paris]. Il en désigne les responsables comme étant : « de partibus conterminis Flandriae, quos vulgariter Picardos appellamus » (des régions frontalières de la Flandre, que nous appelons communément Picard).
Nous devons à Barthélemy l'Anglais (franciscain anglais qui étudia à Paris vers 1220-1230), la première mention concernant la géographie relative à une langue picarde dans son De proprietatibus rerum qu’il termina vers 1240. Le livre XV (consacré à la géographie) décrit une grande diversité de régions selon l’ordre alphabétique des toponymes. La Picardia y est présentée comme une province de la Gaule belge comprenant les villes de Beauvais, Amiens, Arras, Thérouanne et Tournai, et elle s’étend depuis le Rhin jusqu’à la mer. Elle se subdivise en deux : la haute Picardie qui jouxte la France, et la basse qui touche la Flandre et le Brabant. Il note comme dernière caractéristique que ses habitants parlent un « idiomatis grossi magis aliarum Galliae nationum », une langue plus rude que celle des autres nations de France. Il dit que d'après la description des pays par Erodoc (parfois orthographié Erodocus ou Erodoccs) la picardie est « une province de la Gaule belgique, qui tire son nom d'un certain bourg ou château, jadis appelé Ponticon ou a aussi pu désigner le fruit d'un arbre, « assez semblable à une fève », dont se nourrissait les Argippéens évoqués par Hérodote, et qui se nomme aujourd'hui Pichen. on assure qu'il commandait autrefois tout le pays jusqu'à la mer Britannique, et que c'est de lui que le peuple de cette contrée a tiré son nom. Le territoire de la Picardie est très-fertile en grains et en fruits ; il est arrosé par un grand nombre de fontaines et de rivières : il est très-peuplé, et couvert de grandes villes, de châteaux et de bourgs remarquables et très forts ; tels que Belgis ou Beauvais, Amiens, Arras, Morite (Terouenne) et Tournai ».

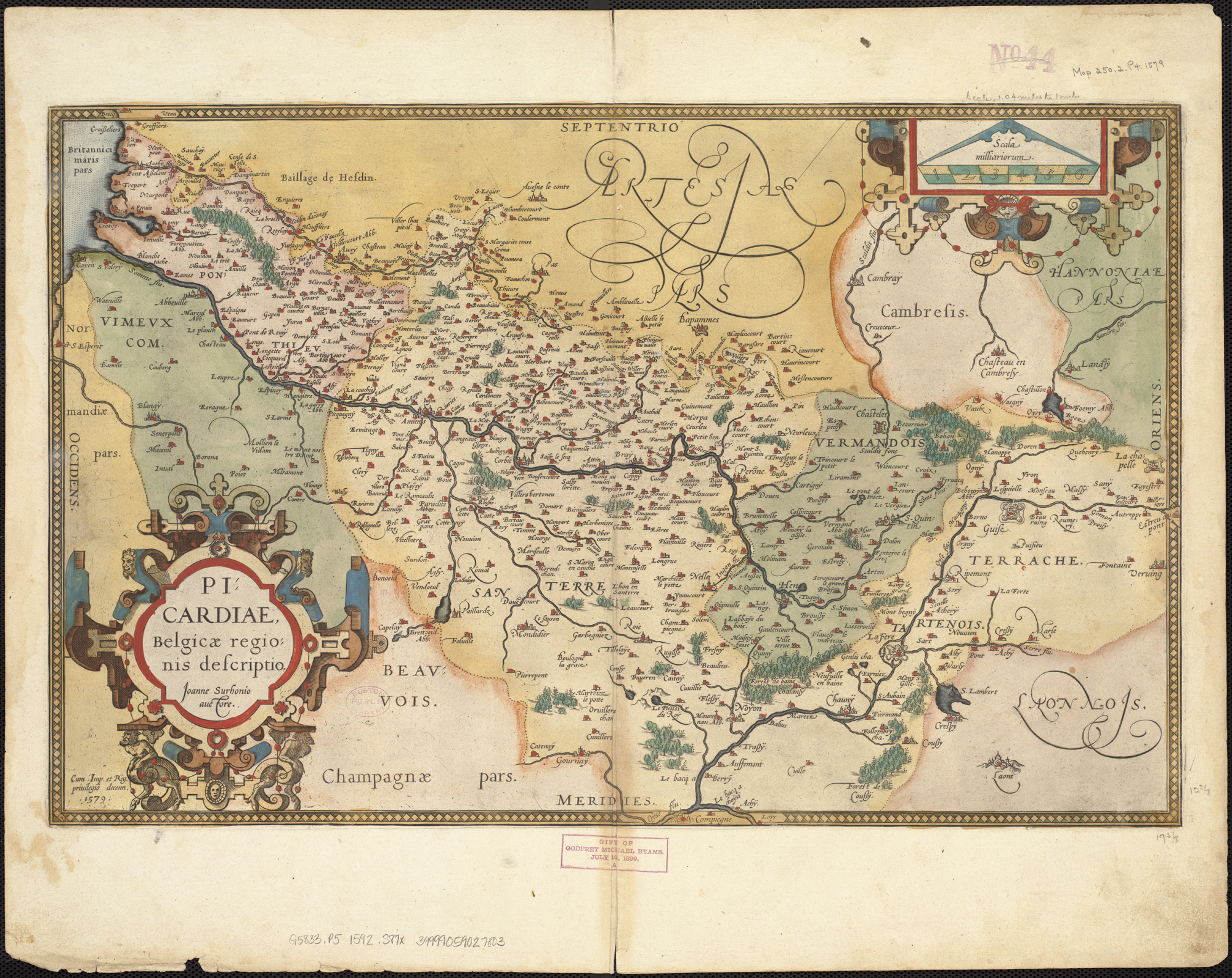
La Picardie, partie « de la Belgique », en 1592.

Au moment du massacre de la Saint-Barthélemy (août-octobre 1572), le gouverneur Longueville y empêche le massacre des protestants. Au début de la guerre de la Ligue, l'exemple de Montmorency-Thoré qui prend Senlis (1589), pousse les nobles picards à s’engager dans l’armée royale, alors que le roi Henri III n’a pratiquement plus de soutiens.
La fidélité des Picards à la famille régnante sera notamment récompensée dans le cadre des défilés militaires où le régiment Royal Picardie est en première place.
Jusque sous Louis XIV, le gouvernement militaire de Picardie constitue les limites nord du royaume de France. Le Roi Soleil étendra jusqu'à la Flandre royale les nouvelles frontières du gouvernement militaire de Picardie et d'Artois avec la prise de Lille en 1667.
La Picardie, du fait de sa situation géographique, fut souvent une terre de champs de bataille et le chemin des invasions.
Les deux guerres mondiales de 1914-1918 et de 1939-1945 y laissèrent de nombreuses traces qui constituent désormais un patrimoine historique parcouru par les touristes du monde entier (notamment : australiens et anglais pour la Grande Guerre de 1914-1918).

Armoiries des comtes de Clermont

Comtes de Vermandois : échiqueté d'or et d'azur.

Abbeville : d'azur à trois bandes d'or, bordé de gueules et au chef de France

Le blason de la « Nation Picarde », c'est-à-dire la réunion des collèges enseignant en latin mais aussi en picard, au sein de l'Université de Paris après 1670.

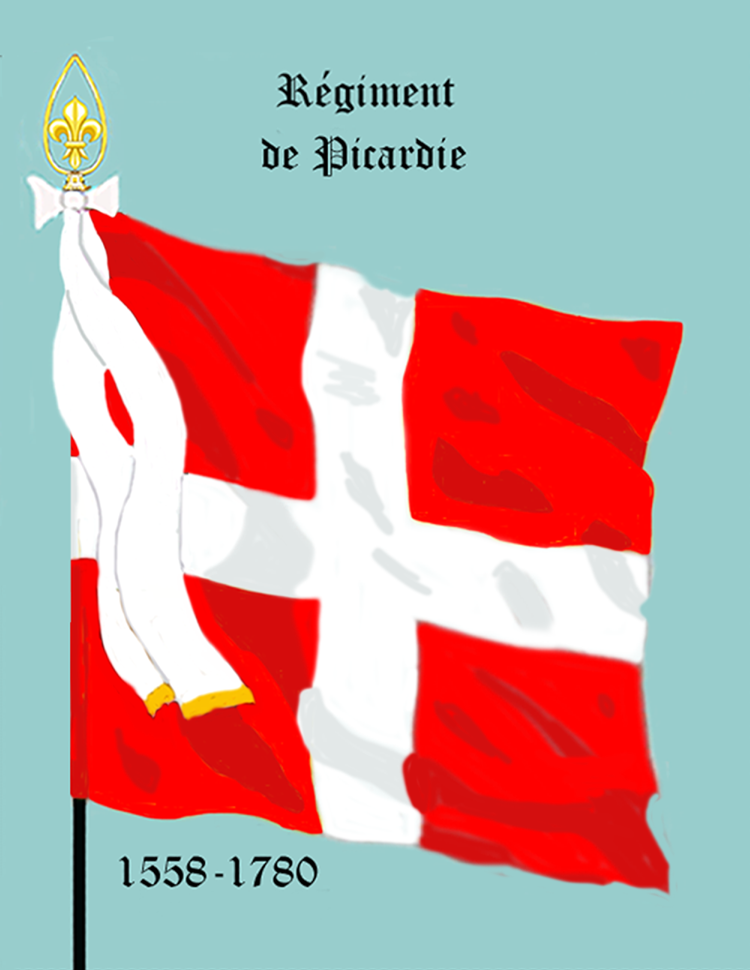
Le Royal Picardie : de gueules à la croix d'argent traversante.

### Blasons
La devise de la Picardie est celle de la ville d'Abbeville, « très fidèle », sous entendu « à la France ». La Picardie n'ayant pas été un fief, aucun seigneur de Picardie n'ayant jamais existé, la Picardie n'avait pas au Moyen Âge comme d'autres provinces un blason propre. Les armes du seigneur local le plus puissant du moment ont toutefois occasionnellement été utilisées, et finalement l'or à trois bandes d'azur.

#### Brisure capétienne
En 1118, la maison de Vermandois, soutenue par le roi de France dans sa politique de protection des libertés communales, acquiert, aux dépens du comte de Boves opposé aux libertés d'Amiens, le comté d'Amiénois par mariage et prend ainsi la prééminence dans la région. En 1185, l'ensemble tombe dans le domaine royal de sorte que le blason de Vermandois servira, quelques siècles plus tard, à marquer la possession royale de la région. Son échiqueté d'or et d'azur, qui sont une brisure reprenant le métal et l'émail des capétiens dont elle est une branche cadette, a ainsi été repris à plusieurs occasions pour la Picardie par exemple vers 1610. De fait, ce blason correspond plutôt à la Haute-Picardie.

#### Monnaie anglaise
En 1254, Édouard Plantagenêt épouse l'infante d'Espagne, héritière du comté de Ponthieu. Ce comté, qui inclut celui du Boulonnais, et formera au XVIe siècle la Basse Picardie, devient alors la tête de pont des prétentions anglaises, en particulier de souveraineté monétaire, sur le continent et donne son blason apparu sur les monnaies d'Abbeville au XIIIe siècle, d'or à trois bandes d'azur, à une Picardie revendiquée au cours de la guerre de Cent Ans. C'est probablement, bien qu'aucune documentation ne permet de le confirmer, une autre brisure des lys capétiens adoptée par les héritiers de la fille d'Hugues Capet, Gisèle de Ponthieu. Ce sera le blason qui sera reconnu au gouvernement de Picardie jusqu'à la Révolution tel qu'il apparait dans un armorial publié en 1750.
Le 12 avril 1361, le traité de Brétigny signé quelques mois plus tôt contraint le roi de France à rendre le Ponthieu au roi d'Angleterre. Les habitants d'Abbeville refusèrent cet abandon à un seigneur qui se comportait en étranger. En juin 1369, pour remercier les Abbevillois de cette fidélité, Charles V accorda à la ville d'ajouter à son blason un chef de France, c'est-à-dire d'azur aux lys d'or. Une devise « fidelissima » apparut ultérieurement. C'est ce même chef, en version moderne de trois lys à la place de l'ancien semé, qu'on voit aujourd'hui sur le blason de la région reproduit ci-contre en quartiers opposés aux lionceaux.

#### Sceau universitaire de la Nation picarde
En 1513, la nation picarde de l'université de Paris eut à choisir un nouvel emblème, non plus allégorique mais conforme aux règles de l'héraldique. La « Nation picarde » était une administration de l'université chargée principalement de transporter les courriers des étudiants vers leurs familles restées au pays et les bourses que celles-ci versaient à leurs enfants installés à Paris. C'est à ce titre qu'elle eut à choisir un sceau qui garantissait l'authenticité des plis et des paquets transportés ainsi que ses actes.
Elle adopta à cette date cette devise « fidelissima » et ce blason de Ponthieu au chef de France mais comme elle accueillait en son sein, en plus des étudiants francophones de Picardie, huit tribus (c'était le terme employé) d'étudiants venant des diocèses néerlandophones des Pays-Bas et de Frise, elle remplaça, apparemment, car tout cela est déductif, le chef en quartiers et Ponthieu en huit lions. En effet, les huit diocèses de Flandre, Brabant, Namur, Limbourg, Hainaut, Luxembourg, Gueldres, Frise (diocèse d'Utrecht, Pays-Bas actuel) ont tous un lion dans leur blason. Le choix de l'argent répond, selon la grammaire héraldique, à l'or des lys de France, de même que la couleur de gueules des lions répond à l'azur de l'écu de France. C'est ce blason qui apparait sur les sceaux de l'Université pour représenter la Picardie à partir du XVIe siècle.
Le blason dont il est resté une trace en est une altération qui a perdu deux lions de deux diocèses des Provinces-Unies, peut-être à la suite des guerres de Louis XIV. L'écartelé des fleurs de lys et des lions exprime la position frontalière entre la France et les Pays-Bas, position qui valait à la nation picarde d'accueillir des étudiants des deux zones linguistiques. Il représente donc la Picardie étendue à toute la zone picardophone, Boulonnais, Artois, Flandre française (Lille) et Hainaut compris, et à l'actuelle Belgique bilingue.

#### «Non» très militaire aux Anglais
Les nations et les provinces avaient un blason civil de leur seigneur et souvent une bannière militaire. Par exemple la Bourgogne avait en plus de son blason, la croix de Saint André de gueules comme bannière, la Bretagne en plus de son semé de mouchetures d'hermines, la Croix Noire, l'Écosse en plus du lion de gueules, la Croix de Saint André sur champ d'azur, le Pays de Galles, en plus Dragon de gueules, la Croix de Saint David, etc.
Dans le gouvernement de Picardie, soit approximativement l'actuelle région et le département du Pas-de-Calais, l'armée était représentée par le régiment de Picardie, qui avait été institué en 1558, à partir d'une légion créée en 1534 par son père. Ce régiment portait, lui, de gueules à la croix d'argent.
La croix de l'archange militaire Saint Georges portée par Angleterre est en fait la « Vera Crux » défendue par le bras armé de l'Église, l'empereur, dont elle a la couleur de la pourpre romaine. C'est cette prétention à l'Empire qui la fit adopter à l'imitation de l'empereur romain d'Orient tant par les Plantagenêt que par les Hasbourg. À la bataille de Loyes en 1339, l'armée des Confédérés arbora la même inversion que la croix de Picardie, de gueules à la croix d'argent, face aux troupes impériales des Habsbourg. La Savoie, également jalouse de son indépendance, l'arborant également, la Suisse adopta au moment de sa fondation, en 1815, une croix alésée, c'est-à-dire que l'écu est bordé de sa propre couleur. La croix d'argent traversante sur écu de gueules, apparue de ci de là occasionnellement et en particulier en Savoie, a été adoptée définitivement par cette dernière, abandonnant son écu d'or à l'aigle de sable originel, au début du XIVe siècle, ce qui semble lui donner une petite antériorité sur la Picardie, dont le régiment remonte aux bandes du XVe siècle, et vraisemblablement à des traditions relatives aux guerres franco-anglaises de la fin du XIVe siècle. Les miliciens bourgeois d'Arras par exemple portaient en ceinture une écharpe rouge.

## Débat sur les frontières de la Picardie
L'ex région Picardie administrative de 1960 ne correspondait pas au Gouvernement général de la fin du XVIIIe siècle, mais qui avait en réalité été modifié de nombreuses fois depuis sa création au XVe siècle (voir Territoires du royaume de France), ce qui a pendant longtemps alimenté le débat sur les « frontières » de la région. La Picardie incluait à la fin du XVIIe siècle le Boulonnais et le Ternois, détachés du diocèse de Thérouanne, et ne comprenait plus le Laonnois, le Soissonnais, le Valois (Compiègne et Senlis), le Beauvaisis et le Noyonnais qui avaient été rattachés à l'Île-de-France. Les premiers témoignages écrits, au XIIIe siècle, concernant cette zone sud-est du département de l'Aisne montrent un français proche, certes par destination, des habitudes de Paris, mais en tout état de cause sans les caractéristiques les plus nettes du picard, cette affirmation est contredite par l'Armorial de La Planche qui nous indique que dans l'usage, en dépit de leur appartenance au Gouvernement de l'Île-de-France, les habitants de Soissons, Laon, Senlis, Noyon, Beauvais ou Compiègne étaient considérés comme Picards en raison de leur langage qu'il énonce proche du picard.
Une nuance indispensable à apporter pour évaluer correctement les frontières de la Picardie en tant que territoire culturel nous est apportée par la Société académique de Laon dans un bulletin daté du 1er janvier 1912. Effectivement, si certains pays tels que le Laonnois sont parfois cités comme faisant partie de l'Île-de-France, il s'agit en réalité d'une erreur de confusion des termes. Le document disserte sur le fait que la province n'a pas d'existence officielle. Administrativement, avant la création des départements lors de la Révolution française, la France se divisait en Gouvernement généraux tels que le gouvernement général de Picardie, le gouvernement général d'Île-de-France, le gouvernement général de Champagne, etc. Il y avait aussi les généralités qui étaient un type d'entité administrative bien distinct des gouvernements généraux dont elles étaient indépendantes. Pour conclure, la province n'a pas de statut officiel, mais est respectée par tradition, et est représentée par diverses entités administratives. Exemples : généralités et élections pour le judiciaire, diocèses pour le religieux, gouvernements généraux pour le militaire puis pour le civil. Le Laonnois ou le Valois par exemple, étaient dans le gouvernement général d'Île-de-France, mais comme le document de la Société académique de Laon le rappelle, si l'on observe l'Almanach royal, les élections de ces territoires sont citées comme picardes, de même pour le Beauvaisis, le Soissonnais et ainsi de suite. Mathias Robert de Hesseln citait donc la Picardie comme une « province dont la plus grande partie forme un des grands gouvernements généraux militaires du royaume. La Picardie septentrionale est celle qui compose le gouvernement général militaire de Picardie ; et la méridionale fait partie du gouvernement général militaire de l'Île-de-France ». Ce dernier nous fait d'ailleurs dans son ouvrage le commentaire suivant sur ce dernier gouvernement : « L'Île-de-France, considérée comme gouvernement général militaire, est beaucoup plus étendue que ne l'est la province ; outre toute l'étendue de l'Île-de-France, il comprend une grande partie de la haute Picardie : à savoir, le Beauvaisis, le Valois, le Soissonnais, le Noyonnais et le Laonnois ».
Amiens (Somme) et Saint-Quentin (Vermandois/Aisne), sont toujours les plus grandes villes de la région actuelle, comme naguère de la région historique et ont une riche culture picarde.
Il est à mentionner que les entités administratives n'étaient pas forcément représentatives des espaces culturels, ainsi on observe sur une carte de 1723 réalisée par Alexis Hubert Jaillot de la Généralité de Soissons, que l'on nous indique clairement que les élections de Laon, Noyon, Crespy (aujourd'hui Crépy-en-Valois), Clermont et Guise sont issues de la Picardie, la généralité serait donc composée de territoires picards à l'exception de Château-Thierry qui serait issue de la Brie.
Une autre carte de 1694 et réalisée par Jean-Baptiste Nolin vient nous indiquer que la Province de Picardie, en tant que territoire culturel donc, est répartie entre plusieurs entités administratives à savoir :
- Le Gouvernement Général de Picardie qui contient :

1. Le Boulonnais, le Calaisis, le Ponthieu, le Vimeu, l'Amiénois, le Santerre, le Vermandois, le Thiérache en Picardie.
2. Mais aussi l'Artois, le Cambrésis et des morceaux du Comté de Hainaut en Pays-Bas.

- Le Gouvernement Général de l'Île de France qui contient :

1. Le Beauvaisis, le Noyonnais, le Laonnois, le Soissonnais mais aussi le Valois en Picardie.

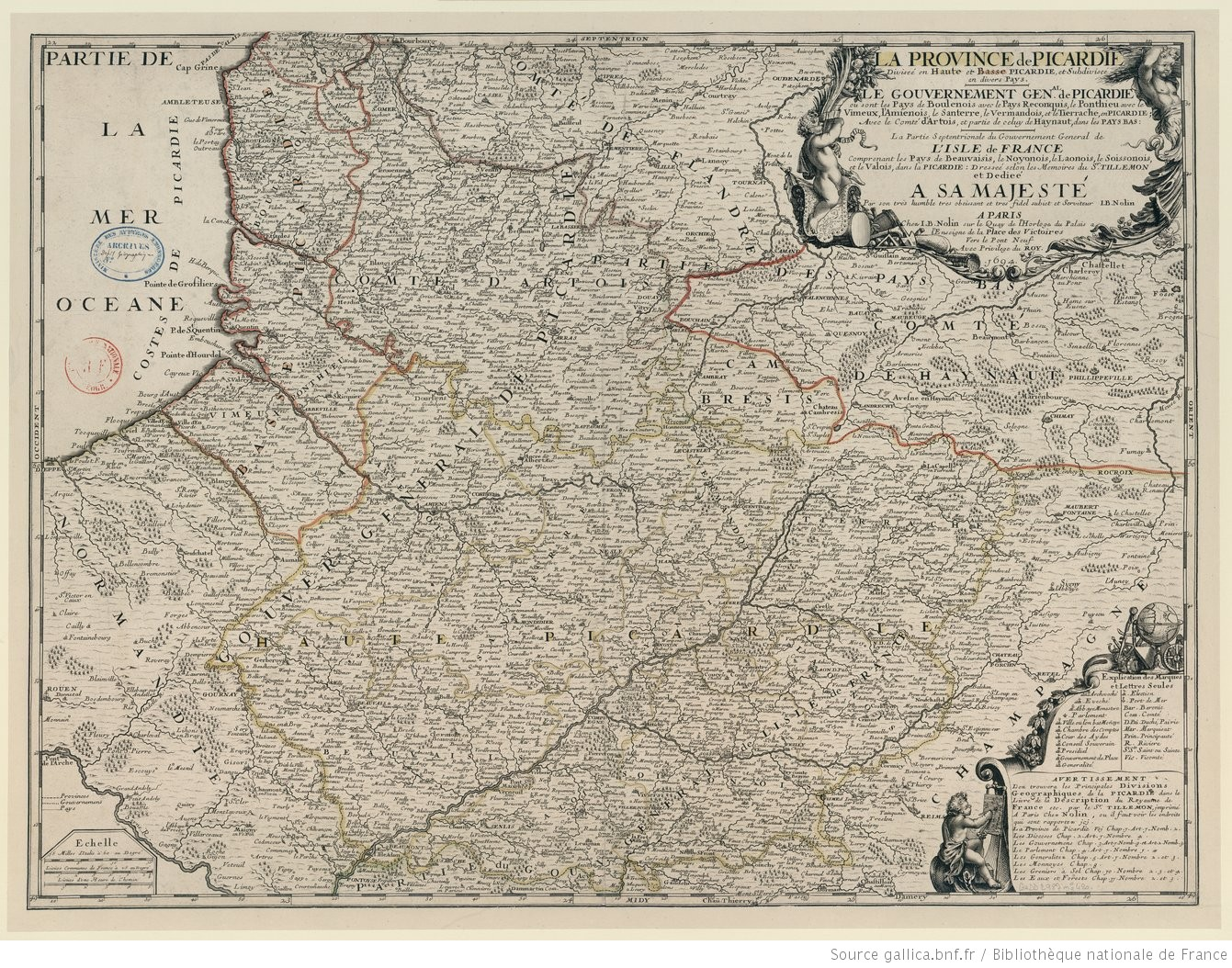
La province de Picardie divisée en Haute et Basse Picardie et subdivisée en divers pays.

Sur d'autres cartes du XVIIe siècle, la région d'Arras, l'Artois propre peut aussi être incluse dans les territoires culturellement picards. Cette région s'est vu écartée de la Picardie à partir de 1640, elle faisait jusqu'à ce moment partie de la Picardie, pendant 125 ans.
Le Cambrésis a aussi fait partie de la Picardie, durant 131 ans.
Cet éclat des territoires de culture picarde dans l'Île de France est expliquée par J.-F. Hardel dans un document de 1941 indiquant qu'au traité d'Arras de 1435, Charles VII fut contraint de léguer une partie de la Picardie correspondant aux villes bordant la Somme, soit Saint-Quentin, Péronne, Amiens ou Abbeville, à son cousin. Ce qui restait alors de ladite Haute-Picardie se trouva rattaché à l'Île de France, ce qui semble expliquer pourquoi des villes comme Beauvais ou Laon étaient juridiquement dans son gouvernement jusqu'à la fin du XVIIIe siècle. Hardel rajoute que plusieurs auteurs stipulaient que Laon et Soissons étaient bien des villes picardes, il cite Meréri ou Hesseln, on peut aussi rajouter Michelet qui disait que son père, originaire de Laon, venait de « l'ardente et colérique Picardie ».
À la suite de la Révolution française, les gouvernements généraux furent démantelés, et le territoire de la France fut partagé en départements de tailles plus ou moins équivalentes.
L'ex région Picardie avait été créée avec le décret du 2 juin 1960 (voir Région française) qui a délimité les circonscriptions régionales. La Picardie regrouperait désormais les départements de l'Aisne, l'Oise ainsi que la Somme.
En 2009, le débat est ravivé, à la suite de la publication des travaux du Comité pour la réforme des collectivités locales, qui proposait de réduire le nombre de régions françaises, notamment en favorisant leurs regroupements. L'idée de faire disparaître la région Picardie en tant que telle a alors été soulevée ; le département de l'Oise aurait rejoint l'Île-de-France, la moitié sud étant dans l'Aire d'attraction de Paris, et la Somme aurait intégré la région Nord-Pas-de-Calais. L'Aisne quant à elle, aurait été rattachée soit à la région Champagne-Ardenne, soit au Nord-Pas-de-Calais.
À la suite de cette annonce, une partie des élus locaux et de la population s'est mobilisée contre ce projet. D'autres voix de leur côté, prônaient la fusion de l'ensemble de la région Picardie avec le Nord-Pas-de-Calais, évitant ainsi son démantèlement. D'autres encore, se déplaçant à Paris quotidiennement pour aller y travailler, encourageaient ce projet.
Finalement en 2014 (dans le cadre de la réforme territoriale), le parlement décide que les régions Picardie et Nord-Pas-de-Calais doivent fusionner dans un nouvel ensemble à cinq départements (sans démantèlement), baptisé Hauts-de-France.

## Administration
Administration de l'ex région Picardie :

Logotype
De 1960 à 1986
De 1986 à 2000
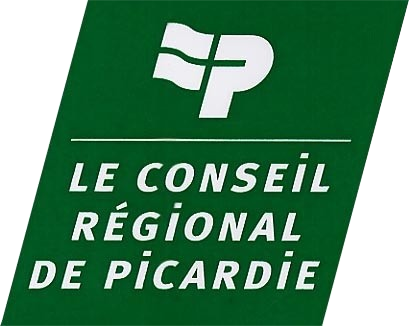
De 2000 à 2006
De 2006 à 2016

## Environnement
La Picardie bénéficie d'un riche environnement littoral (dont l'estuaire de la Somme), de quelques grandes forêts, mais, probablement en raison d'une agriculture intensive, elle est la région où le rythme de disparition des espèces végétales, enregistré par les conservatoires botaniques nationaux a été la plus rapide dans les 30 dernières années [réf. nécessaire]. Cependant, un vaste programme de plantation de haies et le nombre croissant de domaines utilisant l'agriculture biologique sont en train d'inverser cette tendance.
Un réseau de réserves naturelles et de sites protégés est mis en place pour la gestion, restauration et protection de la biodiversité, objectifs confirmés par le Grenelle de l'Environnement. Une aire marine protégée, le Parc naturel marin des estuaires picards et de la mer d'Opale, se situe sur ce territoire.
Cette région, bien ventée, fait partie de celles qui ont le plus développé leur parc éolien, avec des retombées fiscales (impôts fonciers, taxe professionnelle) intéressantes pour les communes rurales. Un investissement éolien de 2,8 millions d’euros génère un produit de 18 800 euros par an pour la commune qui a fait cet investissement.

## Culture

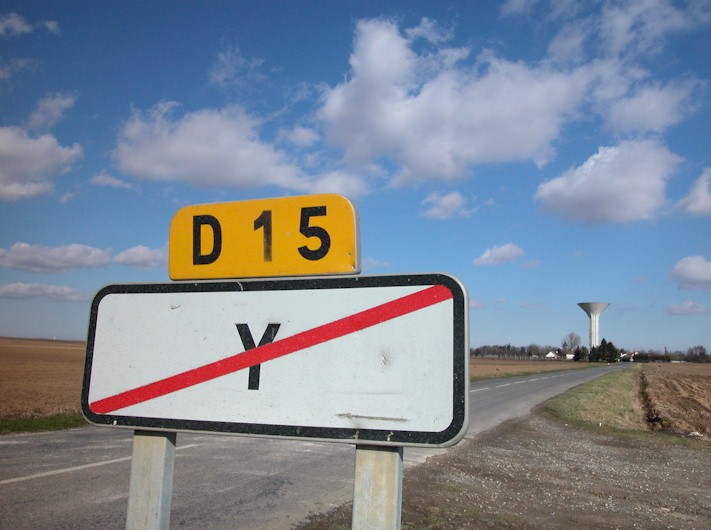
Panneau routier, sortie d'Y, Somme.

On y parle, sauf dans sa partie sud, une langue régionale : le picard. Cette langue, que l'on différencia du « francien » que l'on sait maintenant être une exagération de linguiste d'Île-de-France, connaît son apogée au XIIIe siècle : elle est parlée alors dans toute la Picardie actuelle (sauf dans les franges sud-est, le Valois, et Sud-Ouest de l'Oise, partie du Vexin, ainsi que le Sud de l'Aisne, Laonnois et Soissonnais hormis l'ancienne forêt de Cuise entre Soissons et l'Oise), dans les départements actuels du Pas-de-Calais, du Nord (sauf le Westhoek), une partie du Hainaut belge (région de Mouscron et de Tournai).
La langue picarde a été durant tout le bas Moyen Âge jusqu'à la Renaissance la langue officielle des municipalités et des offices notariés et ecclésiastiques du Nord de la France et des Pays-Bas (Belgique actuelle). C'était une langue écrite mais le développement de l'imprimerie, partant de la littérature, lui a été moins favorable qu'à la langue de la Cour. Elle constituait avec le français, l'anglais, l'allemand et le néerlandais une des langues vulgaires d'enseignement ou du moins d'explication de l'université de Paris en complément du latin, d'où son nom de collège des Quatre Nations (France, Normandie, Picardie incluant les étudiants des Pays-Bas et de Frise, Angleterre renommée Allemagne après la guerre de Cent Ans et regroupant tous les autres étudiants du nord de l'Europe), par opposition aux collèges royaux, comme celui de Robert de Sorbon, ou épiscopaux, par exemple le collège de Tréguier.
À partir du début du XIXe siècle, le picard perd de sa vivacité au sud de Beauvais, Noyon, Vervins. Il demeure cependant encore très vivace jusque dans les années 1970-1980, même en ville. Aujourd'hui, dans l'usage et en pratique, tous connaissent au moins quelques mots ou expressions en picard, ce malgré : 
- la modernisation et la mécanisation (l'agriculture ayant besoin de moins de bras) ;
- le développement des moyens de locomotion ;
- la scolarité rendue obligatoire jusque 16 ans (avec cycle scolaire terminé ou suivi en collège au lieu d'être très majoritairement dispensé exclusivement localement, ce qui provoqua un brassage ou un nivellement linguistique) ;
- l'élévation du niveau de vie, avec la facilité plus grande de partir en vacances ou en week-end ;
- l'intrusion systématique de la télévision dans les foyers.

Malgré cela, la langue picarde est l'une des langues régionales de France la mieux maintenue avec 500 000 locuteurs actifs et un peu plus d'1 500 000 capables de comprendre un ou plusieurs mots de cette langue, telle que le rapporte la mission Cerquiglini en 1999.
Les sports issus du jeu de paume sont encore très présents sur les places de Picardie. On peut citer la balle à la main, le ballon au poing, la longue paume et la balle au tamis. Le grand rassemblement de ces sports picards a lieu depuis 200 ans à Amiens au parc de la Hotoie, tous les 15 août.

## Tourisme
En Picardie, la Délégation régionale au Tourisme, les Comités départementaux et régional du Tourisme, ainsi que les offices de tourisme et syndicats d'initiative ont mis en place le label Tourisme et Handicap depuis 2003. En leur apportant la garantie d'un accueil adapté, le label Tourisme et Handicap répond à la demande des personnes à besoins spécifiques qui veulent pouvoir choisir leurs vacances, se distraire, partir seules, en famille ou entre amis, où elles le souhaitent et comme tout le monde. Plus de cent-quarante structures touristiques et de loisirs sont labellisées en Picardie en 2010.
La Picardie compte 72 parcs et jardins ouverts au public. Le Comité régional du tourisme a développé une série d'outils pour assurer la promotion de cette filière ainsi qu'un festival.

## Sciences
- Liste des oiseaux de Picardie
- Faune de Picardie

## Personnalités liées à la Picardie

### XVesiècle
- Charles de Bovelles, philosophe (né en 1479 à Sancourt, mort à Ham après 1566).
- Jeanne Laisné (14 novembre 1454 - ?), connue sous le nom de Jeanne Hachette, habitante de Beauvais qui lutta contre les Bourguignons lors de la guerre de Cent Ans.

### XVIesiècle
- Jean Calvin dit Calvin est un réformateur français né le 10 juillet 1509 à Noyon.
- Antoine Le Nain (1588-1648), Louis Le Nain (1592-1648) et Mathieu Le Nain (1607-1677), peintres nés à Bourgnignon-sous-Montbavin près de Laon.
- François de Maucroix (1619-1708), poète et littérateur, le meilleur ami de La Fontaine, né à Noyon.
- Pierre Robert Olivétan (1506-1538) érudit humaniste français né à Noyon vers 1506.

### XVIIesiècle
- Antoine Galland : orientaliste, spécialiste d’histoire, de manuscrits anciens, de langues orientales et de monnaies (premier traducteur de Les Mille et Une Nuits), habitué de la Bibliothèque royale, antiquaire du roi, académicien et lecteur au Collège royal, né en 1646 à Rollot, fit ses études secondaires à Noyon.
- Charles Boileau, homme d'Église et prédicateur du roi Louis XIV, né à Beauvais en 1648.
- Pierre de Joncourt, prédicateur et théologien protestant, né à Saint-Quentin en 1648.
- Jean de La Fontaine, né à Château-Thierry en 1621.
- Jean Racine (1639-1699), né à la Ferté-Milon.
- Jacques Sarrazin né à Noyon en 1588 ou 1592, sculpteur.
- Vincent Voiture, écrivain né le 23 février 1597 à Amiens et mort le 27 mai 1648 à Paris.

### XVIIIesiècle
- Gracchus Babeuf (1760-1797), révolutionnaire né à Saint-Quentin, précurseur du communisme.
- Jean-Louis Baudelocque, accoucheur, né en 1745 à Heilly.
- Pierre Choderlos de Laclos, auteur des Liaisons dangereuses, né à Amiens en 1741.
- Marquis de Condorcet : Jean-Antoine-Nicolas de Caritat, philosophe, mathématicien et homme politique français né à Ribemont dans l'Aisne le 17 septembre 1743.
- Pierre-François Guerlain, parfumeur et fondateur de la maison Guerlain, né à Abbeville en 1798.
- René Just Haüy & Valentin Haüy nés à Saint-Just-en-Chaussée.
- Maurice Quentin de La Tour (1704-1788), est originaire de Saint-Quentin.
- Jean-Baptiste de Lamarck, né en 1744 à Bazentin. Il fut l'un des créateurs du Muséum national d'histoire naturelle de Paris, le premier auteur des théories de l'évolution, l'inventeur du mot « biologie » et certainement l'un des plus grands naturalistes français.
- Nicolas-Prosper Levasseur, né en 1791 en Picardie et mort le 7 décembre 1871, est un chanteur d'opéra français
- Charles-Hubert Millevoye (1782-1816), poète né à Abbeville.
- Antoine Parmentier, né en 1737 à Montdidier, agronome, promut en Europe l'utilisation de la pomme de terre en complément du blé.
- Maximilien de Robespierre, né le 6 mai 1758 à Arras et mort guillotiné le 28 juillet 1794 à Paris, il fut l'une des principales figures de la Révolution française.

### XIXesiècle
- Maurice Blanchard, né à Montdidier en 1890, ingénieur aéronautique et poète lié au surréalisme.
- L'abbé Henri Breuil (1877-1961), célèbre archéologue de Clermont-de-l'Oise.
- Les frères Caudron, Gaston et René, originaires de Rue, pionniers de l'industrie aéronautique au début du XXe siècle.
- Camille Claudel, née en 1864 à Fère-en-Tardenois, sculptrice et artiste peintre.
- Paul Claudel, né en 1868 à Villeneuve-sur-Fère.
- Adolphe Clément-Bayard, célèbre industriel Français, né à Pierrefonds en 1855.
- Thomas Couture (1815-1879), artiste peintre né à Senlis.
- Roland Dorgelès, journaliste et écrivain, membre de l'Académie Goncourt, né à Amiens en 1885, auteur du roman Les Croix de bois.
- Alexandre Dumas, né à Villers-Cotterêts le 24 juillet 1802.
- Jean-Baptiste André Godin (1817-1888), artisan ayant créé son entreprise de fonderies et de cheminées à Guise, créateur du Familistère, une cité idéale.
- Gustave Gueudet (1880-1970) : industriel, président du groupe Gueudet.
- Achille Jacopin est un sculpteur né en 1874 et mort en 1958 à Château-Thierry.
- Ernest Lavisse (1842-1922), historien.
- Pierre Mac Orlan de son vrai nom né Pierre Dumarchey, écrivain, né à Péronne en 1882.
- Henri Matisse (1869-1954) , peintre, a grandi à Bohain-en-Vermandois.
- Emile-Joseph Porphyre Pinchon (1871-1953), créateur de Bécassine, né à Amiens.
- Henry Potez (1891-1981), né à Méaulte, constructeur d'avions à Albert.
- Albert Robida dessinateur et romancier né à Compiègne en 1848.
- Jean Vanier, fondateur des communautés de l'Arche à Trosly-Breuil.
- Jules Verne, qui vécut à Amiens. La maison de Jules Verne abrite maintenant un musée. L'université de Picardie porte son nom. Conseiller municipal, il fut également à l'origine de la construction du Cirque d'hiver d'Amiens, qu'il inaugura.

### XXesiècle
- Jean-Claude Annoux (1939-2004), né à Beauvais, auteur-compositeur.
- Charles Baur (1929-2015), chef d'entreprise et homme politique, maire de Villers-Cotterêts de 1953 à 1989, Président du conseil régional de Picardie de 1976 à 1978 puis de 1986 à 2004, député de l'Aisne de 1993 à 1997, député européen de 1986 à 1993.
- Roger Borniche, Inspecteur de police et écrivain, né le 7 juin 1919 à Vineuil-Saint-Firmin.
- Serge Boutinot, ornithologue, à l'origine de la création de la réserve naturelle du parc des marais d'Isle à Saint-Quentin.
- Pascal Brunner : ancien présentateur de Fa si la chanter sur France 3, né le 18 octobre 1963 à Sarcelles dans le Val-d'Oise, a passé son adolescence à Saint-Quentin.
- Francine Caron, poétesse picarde. Famille maternelle longiprate (de Longpré-les-Corps-Saints) et famille paternelle originaire d'Amiens et du Beauvaisis.
- Édouard Courtial, secrétaire d’État chargé des Français de l'étranger sous Nicolas Sarkozy, député de l'Oise de 1997 à 2017, sénateur depuis 2017, Président du Conseil départemental de l'Oise depuis 2015-2017.
- Marcel Dassault (1892-1986), ingénieur, entrepreneur et homme politique, et son petit-fils Olivier, lui aussi élu de l'Oise.
- Albert Demangeon (1872-1940), géographe, auteur d'une thèse sur le Picardie (1905).
- Bill Deraime, de son vrai nom Alain Deraime, né en 1947 à Senlis, chanteur et musicien de blues.
- Pierre Descaves (1924 - 2014), homme politique d'extrême droite, condamné comme activiste de l'OAS en 1961, fut conseiller général du canton de Noyon de 1998 à 2004.
- Pierre Garnier, né le 9 janvier 1928 à Amiens, poète inventeur du spatialisme.
- Claude Gensac, née en 1927 à Acy-en-Multien dans l'Oise, actrice.
- Claude Gewerc, président du conseil régional de Picardie de 2004 à 2015.
- Hubert de Givenchy, né en 1960 à Beauvais, créateur d'une maison de couture et parfumeur.
- Maxime Gremetz, né à Cauchy en 1940, député de 1978 à 1981, de 1986 à 1988, de 1993 à 2011, député européen de 1979 à 1986 et de 1989 à 1994, conseiller régional de Picardie de 2004 à 2010, conseiller général de la Somme de 1970 à 1978.
- Philippe Leclerc de Hauteclocque : maréchal de France : commandant la 2e DB, né à Belloy-Saint-Léonard dans la Somme en 1902, prit le nom de guerre de Leclerc, nom fréquent en Picardie.
- Jean-François Mancel, député plusieurs fois depuis 1978 à nos jours, député européen de 1984 à 1986, Président du conseil général de l'Oise de 1985 à 2004.
- Alfred Manessier (1911-1993), artiste peintre né en Picardie.
- Jean Mermoz (1901-1936), aviateur, né le 9 décembre 1901 à Aubenton-en-Thiérache.
- Michou, de son vrai nom Michel Catty, né le 18 juin 1931 à Amiens, directeur de cabaret.
- Ernest Noël (1847 - 1930), ingénieur, ancien maire de Noyon, député puis sénateur (Gauche républicaine).
- Jean-Pierre Pernaut , né le 8 avril 1950 à Amiens, présentateur et rédacteur en chef du journal télévisé de 13 h sur TF1.
- Gilles de Robien, né en 1941 à Cocquerel, député de la Somme de 1986 à 2002, maire d'Amiens de 1989 à 2002 puis de 2007 à 2008, ministre de l'Équipement et des Transports du gouvernement Raffarin de 2002 à 2005, puis ministre de l'Éducation nationale du gouvernement de Villepin de 2005 à 2007.
- Yves Rome, sénateur depuis 2011, député de 1997 à 2002, conseiller général de 1988 à 2015, président du conseil général de l'Oise de 2004 à 2015.
- André Trocmé, né à Saint-Quentin le 7 avril 1901, pasteur, pacifiste, juste parmi les nations à la suite du sauvetage des juifs au Chambon-sur-Lignon de 1940 à 1945 ; sa famille est originaire de Hargicourt dans le Vermandois.
- Jacques Ramade, (1928 - 2013) né à Noyon, chansonnier, humoriste et acteur français.
- Éric Woerth, ministre du Budget et ministre du Travail dans les gouvernements Fillon, député de l'Oise depuis 2002, conseiller régional de Picardie de 1986 à 2002, conseiller régional des Hauts-de-France depuis 2015, maire de Chantilly depuis 1995.

### XXIesiècle
- Sébastien Cauet, né le 28 avril 1972 à Saint-Quentin, animateur radio, présentateur de télévision et comédien.
- Arnaud Démare, coureur cycliste né le 26 août 1991 à Beauvais.
- Kevin Gameiro, footballeur international français jouant au FC Séville (Espagne), né à Senlis le 9 mai 1987.
- Rudy Gobert, basketteur international français évoluant au Jazz de l'Utah, né à Saint-Quentin le 26 juin 1992.
- Céline Goberville, née en 1986 à Senlis, est une tireuse au pistolet française, vice-championne olympique au pistolet à 10 m en 2012.
- Élodie Gossuin, miss France 2001 et miss Europe 2002, femme politique et animatrice télé, a grandi à Trosly-Breuil.
- Régis Hautière, scénariste de bande dessinée qui vit actuellement à Amiens.
- Kamini, premier rappeur rural connu pour sa chanson Marly-Gomont, sur le village éponyme dans l'Aisne.
- Claire Keim, nom de scène de Claire Lefebvre, née en 1975 à Senlis, chanteuse et actrice.
- Emmanuel Macron, ministre de l'Économie dans le gouvernement Valls de 2014 à 2016, puis élu président de la République en 2017.
- Yann M'Vila, footballeur international français, né à Amiens le 29 juin 1990.
- Rachel Legrain-Trapani, hypokhâgneuse au lycée Henri-Martin de Saint-Quentin, élue Miss France 2007.
- Najat Vallaud-Belkacem, ministre des Droits des femmes et porte-parole du gouvernement dans le premier et le deuxième gouvernement Jean-Marc Ayrault, puis ministre de l'Éducation Nationale dans le gouvernement Valls, originaire d'Amiens.